# Dorell Wright
Dorell Lawrence Wright (Los Angeles, 2 dicembre 1985) è un ex cestista statunitense.

## Biografia
Ha un fratello di nome Delon, anch'egli cestista.

## Carriera
Wright è entrato nella National Basketball Association nel 2004, vestendo la maglia dei Miami Heat. Con la squadra della Florida Wright vince anche un titolo nel 2006, seppure il suo contributo sia stato molto modesto (non disputò neanche una partita di quell'edizione dei play-off). Nel 2010, dopo 6 stagioni a Miami, Dorell cambia squadra entrando a far parte dei Golden State Warriors. Nella nuova squadra riceve molta fiducia dall'allenatore, e gioca tutte le 82 gare di stagione regolare (2010-11) a una media di 38 minuti a partita; sebbene i Warriors non siano competitivi, la stagione personale di Dorell è un successo, affermandosi come prolifico realizzatore (16,4 punti di media realizzati, e primo della NBA per tiri da tre punti segnati e tentati) e finendo terzo nella votazione per il premio Most Improved Player.
Nel 2012 passa ai Philadelphia 76ers e nel luglio 2013 firma per i Portland Trail Blazers.
Il 20 luglio 2018, Wright firma per il Lokomotiv Kuban'.

## Statistiche

### NBA

#### Regular Season
| Anno      | Squadra             | PG  | PT  | MP   | TC%  | 3P%  | TL%  | RP  | AP  | PRP | SP  | PP   |
| --------- | ------------------- | --- | --- | ---- | ---- | ---- | ---- | --- | --- | --- | --- | ---- |
| 2004-2005 | Miami Heat          | 3   | 0   | 9,0  | 27,3 | 0,0  | 100  | 0,3 | 1,0 | 1,3 | 0,0 | 2,3  |
| 2005-2006 | Miami Heat          | 20  | 2   | 6,6  | 46,5 | 50,0 | 88,2 | 1,6 | 0,4 | 0,2 | 0,1 | 2,9  |
| 2006-2007 | Miami Heat          | 66  | 19  | 19,6 | 44,5 | 14,7 | 74,4 | 4,1 | 1,4 | 0,6 | 0,7 | 6,0  |
| 2007-2008 | Miami Heat          | 44  | 34  | 25,1 | 48,8 | 36,4 | 82,6 | 5,0 | 1,4 | 0,7 | 0,9 | 7,9  |
| 2008-2009 | Miami Heat          | 6   | 0   | 12,2 | 40,0 | -    | 33,3 | 3,3 | 0,3 | 0,3 | 0,0 | 3,0  |
| 2009-2010 | Miami Heat          | 72  | 1   | 20,8 | 46,3 | 38,9 | 88,4 | 3,3 | 1,3 | 0,7 | 0,4 | 7,1  |
| 2010-2011 | G.S. Warriors       | 82  | 82  | 38,4 | 42,3 | 37,6 | 78,9 | 5,3 | 3,0 | 1,5 | 0,8 | 16,4 |
| 2011-2012 | G.S. Warriors       | 61  | 61  | 27,0 | 42,2 | 36,0 | 81,6 | 4,6 | 1,5 | 1,0 | 0,4 | 10,3 |
| 2012-2013 | Philadelphia 76ers  | 79  | 8   | 22,6 | 39,6 | 37,4 | 85,1 | 3,8 | 1,9 | 0,8 | 0,4 | 9,2  |
| 2013-2014 | Portland T. Blazers | 68  | 13  | 14,5 | 37,4 | 34,2 | 75,4 | 2,8 | 0,9 | 0,3 | 0,2 | 5,0  |
| 2014-2015 | Portland T. Blazers | 48  | 2   | 12,3 | 37,9 | 38,0 | 81,0 | 2,3 | 0,9 | 0,4 | 0,2 | 4,6  |
| Carriera  | Carriera            | 549 | 222 | 22,4 | 42,4 | 36,5 | 80,6 | 3,8 | 1,5 | 0,8 | 0,5 | 8,4  |

#### Playoffs
| Anno     | Squadra             | PG | PT | MP   | TC%  | 3P%  | TL%  | RP  | AP  | PRP | SP  | PP  |
| -------- | ------------------- | -- | -- | ---- | ---- | ---- | ---- | --- | --- | --- | --- | --- |
| 2007     | Miami Heat          | 1  | 0  | 1,0  | -    | -    | -    | 0,0 | 0,0 | 0,0 | 0,0 | 0,0 |
| 2009     | Miami Heat          | 1  | 0  | 3,0  | -    | -    | -    | 0,0 | 0,0 | 0,0 | 0,0 | 0,0 |
| 2010     | Miami Heat          | 5  | 0  | 22,4 | 36,0 | 25,0 | 100  | 3,8 | 1,8 | 0,4 | 0,0 | 5,0 |
| 2014     | Portland T. Blazers | 8  | 0  | 11,0 | 36,8 | 33,3 | 73,3 | 2,0 | 0,4 | 0,4 | 1,1 | 3,6 |
| 2016     | Miami Heat          | 5  | 0  | 3,8  | 50,0 | 40,0 | 100  | 1,2 | 0,4 | 0,0 | 0,0 | 3,2 |
| Carriera | Carriera            | 20 | 0  | 11,2 | 38,9 | 32,0 | 83,3 | 2,1 | 0,7 | 0,3 | 0,5 | 3,5 |

### Eurolega
| Anno      | Squadra   | PG | PT | MP   | TC%  | 3P%  | TL%  | RP  | AP  | PRP | SP  | PP   |
| --------- | --------- | -- | -- | ---- | ---- | ---- | ---- | --- | --- | --- | --- | ---- |
| 2017-2018 | Bamberger | 27 | 22 | 25,8 | 42,1 | 42,2 | 87,3 | 5,4 | 1,7 | 0,9 | 0,4 | 11,6 |
| Carriera  | Carriera  | 27 | 22 | 25,8 | 42,1 | 42,2 | 87,3 | 5,4 | 1,7 | 0,9 | 0,4 | 11,6 |

## Palmarès

### Squadra
- Campionato NBA: 1

Miami Heat: 2006

### Individuale
- VTB United League Sixth Man of the Year: 1

Lokomotiv Kuban': 2018-19